# Carlo Serena
Carlo Serena (* 18. März 1882 in Capri; † 30. Juli 1972) war ein italienischer römisch-katholischer Geistlicher, Bischof und päpstlicher Diplomat.

## Leben
Carlo Serena wurde am 23. Dezember 1905 zum Priester für das Erzbistum Sorrent geweiht. Papst Pius XI. ernannte ihn am 5. Juli 1935 zum Titularerzbischof von Myra, Koadjuktorerzbischof von Sorrent und Apostolischer Nuntius in Kolumbien. Kardinalstaatssekretär Eugenio Maria Giuseppe Giovanni Pacelli, der spätere Pius XI., spendete ihn am 11. August 1935 die Bischofsweihe. Mitkonsekratoren waren Francesco Borgongini Duca, Apostolischer Nuntius in Italien, und Giuseppe Pizzardo, Sekretär der Kongregation für außerordentliche Aufgaben der Kirche.
Am 22. Oktober 1945 folgte er Paolo Jucuzio als Erzbischof von Sorrent nach.